# Villa-Spitzmaus

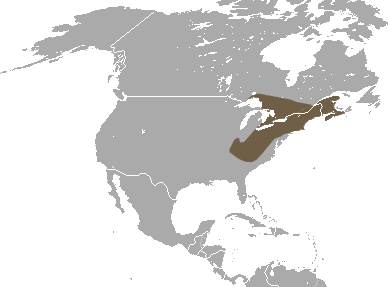
Verbreitungsgebiet der Villa-Spitzmaus

Die Villa-Spitzmaus (Sorex fumeus) ist ein in Nordamerika verbreitetes Säugetier in der Gattung der Rotzahnspitzmäuse. Die Art kann mit der Arktischen Spitzmaus (Sorex arcticus) verwechselt werden. Sie wird oft in die Untergattung Otisorex eingeordnet.

## Merkmale
Diese Spitzmaus ist mit einer Gesamtlänge von 110 bis 125 mm, inklusive eines 37 bis 47 mm langen Schwanzes und mit einem Gewicht von 6 bis 11 g neben der Amerikanischen Wasserspitzmaus (Sorex palustris) die schwerste Rotzahnspitzmaus im Osten Nordamerikas. Die Exemplare tragen ein Winterfell das oberseits dunkelgrau und unterseits hellgrau ist. Im Sommer ist das oberseitige Fell dagegen braun und das Fell der Unterseite hellbraun. Gelegentlich ist am Bauch eine silbrige Tönung vorhanden. Die Fellwechsel finden im Oktober beziehungsweise im April oder Mai statt. Am Schwanz ist die Unterseite heller als die Oberseite. Er ist im Frühjahr dicklich. Jungtiere besitzen eine Quaste an der Schwanzspitze.

## Verbreitung
Die nördliche Grenze des Verbreitungsgebiets reicht vom Südosten Ontarios und Süden Québecs bis nach New Brunswick und Nova Scotia in Kanada. Im Süden erreicht die Art Tennessee, Georgia und South Carolina in den USA. Die Villa-Spitzmaus lebt bevorzugt in feuchten Bereichen von Laub- und Nadelwäldern mit einer Moosschicht auf Felsen und Baumstümpfen. Sie besucht Grasflächen, jedoch kein Marschland in Küstennähe.

## Lebensweise
Die Exemplare können sowohl tags als auch nachts aktiv sein. Ihr Versteck liegt unter Baumstümpfen, zwischen Wurzeln oder unter Steinen. Die Villa-Spitzmaus ernährt sich vorwiegend von Regenwürmern und Insekten, die mit anderen Wirbellosen, kleinen Wirbeltieren und Pflanzenteilen komplettiert werden. Die Individuen werden erst nach dem ersten Winter geschlechtsreif. Weibchen können sich zwischen März und August bis zu drei Mal fortpflanzen. Pro Wurf kommen zwei bis acht Neugeborene vor. Die Villa-Spitzmaus besucht gelegentlich die unterirdischen Baue anderer Spitzmäuse oder Nagetiere. Die Populationsgröße unterliegt deutlichen Schwankungen. Die Exemplare halten keinen Winterschlaf und sind bei Temperaturen bis zu −35 °C aktiv.
Diese Spitzmaus wirft sich bei Gefahr auf den Rücken und bewegt die Beine, während sie hochfrequente Schreie ausstößt. Die Duftdrüsen auf der Unterseite werden vermutlich bei der Partnersuche eingesetzt. Schätzungsweise leben die Exemplare 14 bis 17 Monate. Zu den Fressfeinden der Art zählen Eulen, Greifvögel, Füchse, Wiesel und andere Beutegreifer.

## Gefährdung
Die IUCN listet die Art als nicht gefährdet (least concern) da keine Bedrohungen vorliegen.